# Жарко Ракочевић
Жарко Ракочевић (Колашин, 4. јануар 1984) је црногорски кошаркаш. Игра на позицијама центра и крилног центра.

## Каријера
Кошарку је почео да тренира у Горштаку из Колашина, а као 17-годишњак прелази у Будућност. За први тим подгоричког клуба је дебитовао у сезони 2002/03. Био је део тима који је у сезони 2006/07. освојио премијерна издања Првенства и Купа Црне Горе. У фебруару 2008. је напустио Будућност. Тада је био близу преласка у Реал Мадрид, али је шпански клуб у последњем моменту одустао од потписивања уговора. Након тога одлази у Украјину где је прво био у екипи Черкаски мавпи а потом и у Химику.
У августу 2008. потписује уговор са Партизаном. Са црно-белима у сезони 2008/09. осваја сва три домаћа трофеја — Куп Радивоја Кораћа, Јадранску лигу и Првенство Србије, а поред тога игра и четвртфинале Евролиге. Почео је и наредну 2009/10. сезону у Партизану, али је већ почетком новембра 2009. споразумно раскинуо уговор са клубом. Након тога кратко борави у матичном Горштаку, да би 10. децембра 2009. потписао уговор са сарајевском Босном. Са Босном у фебруару 2010. осваја Куп Босне и Херцеговине. Сезону 2010/11. је провео Игокеи.
Сезону 2011/12. почиње у екипи Беча, да би у децембру 2011. потписао једномесечни уговор са шпанском Валенсијом. Након истека једномесечног уговора је напустио клуб. Сезону је завршио у швајцарској екипи Лугано тајгерс, а касније је променио доста клубова, не задржавајући се нигде дуже од сезоне. Играо је поново за Беч, па за мађарски Керменд, затим је био у Бахреину где је играо за Ал Мухарак, па за бугарски Рилски спортист, мађарски Атомерому, македонско Куманово. Од 2016. је у Француској где је наступао за неколико нижелигаша.
Са репрезентацијом Србије и Црне Горе до 20 године је играо на Европском првенству 2004. у Чешкој. Током лета 2009. је наступао за сениорску репрезентацију Црне Горе.

## Успеси

### Клупски
- Будућност:
  - Првенство Црне Горе (1) : 2006/07.
  - Куп Црне Горе (1) : 2007.
- Партизан:
  - Јадранска лига (1): 2008/09.
  - Првенство Србије (1): 2008/09.
  - Куп Србије (1): 2009.
- Босна:
  - Куп Босне и Херцеговине (1): 2010.
- Лугано тајгерс:
  - Првенство Швајцарске (1): 2011/12.
  - Куп Швајцарске (1): 2012.